# Futani
Futani ist eine italienische Gemeinde mit 1069 Einwohnern (Stand 31. Dezember 2023) in der Provinz Salerno in der Region Kampanien. Er ist Teil der Comunità Montana Zona del Lambro e del Mingardo.

## Geografie
Die Nachbargemeinden sind Ceraso, Cuccaro Vetere, Montano Antilia, Novi Velia und San Mauro la Bruca. Die Ortsteile sind Castinatelli und Eremiti.